# بنجامين رايت رايموند
بنجامين رايت رايموند (بالإنجليزية: Benjamin Wright Raymond)‏ هو سياسي أمريكي، ولد في 15 يونيو 1801 في رومي في الولايات المتحدة، وتوفي في 6 أبريل 1883 في شيكاغو في الولايات المتحدة. حزبياً، نشط في حزب اليمين. وقد انتخب عمدة شيكاغو ‏.